# 吉永時次

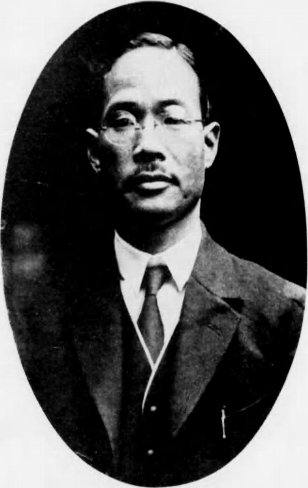
吉永時次

吉永 時次（よしなが ときじ、1892年2月8日 - 1976年3月25日）は、日本の内務・警察官僚。官選県知事、警視総監。旧姓・岸本。

## 来歴・人物
岡山県上道郡幡多村（現：岡山市中区）出身。岸本栄三郎の二男として生まれる。1928年、吉永光野の入夫となり改姓。
第六高等学校首席卒業を経て、1919年、東京帝国大学法学部法律学科（英法）を卒業。1917年10月、文官高等試験行政科試験に合格。1919年、内務省に入り、警視庁警部となる。
以後、地方事務官、宮崎県書記官・警察部長、茨城県書記官・警察部長、広島県書記官・警察部長、愛知県書記官・警察部長、兵庫県書記官・警察部長などを歴任。
1936年4月、和歌山県知事に就任。さらに、茨城県知事、広島県知事を務める。1942年6月、警視総監に就任。戦時下において都民の食糧供給に尽力し「台所総監」と呼ばれた。1943年4月、警視総監を辞任し退官。戦後に公職追放となった。
1976年3月25日死去。享年84。

## 栄典
- 1940年（昭和15年）8月15日 - 紀元二千六百年祝典記念章[2]